# Leonor Galindo
Leonor Galindo-Frot, conocida profesionalmente como, Leonor Galindo (Comodoro Rivadavia, Chubut, 7 de octubre de 1940) es una actriz, coreógrafa y pedagoga teatral argentina radicada en Europa desde 1975.

## Trayectoria
Se inició en teatro y televisión (Ella, la gata en 1968). 
En 1973 junto a Héctor Malamud protagonizó 'El gran soñador' sobre Charles Chaplin dirigido por Lía Jelín. y premiado por el Fondo de las Artes, con música del compositor Mario Litwin que formaba parte del elenco.
El espectáculo fue invitado a festivales internacionales motivando su radicación en Europa donde trabaja en España y Francia como actriz, coreógrafa y directora bajo el nombre de Leonor Galindo-Frot (Fuera, Fora, Dehors coproducción hispano-franco-portuguesa dirigida por Pedro Álvarez-Ossorio, Don Juan d'Origine, por las señoritas del Colegio de Saint-Cyr en el año 1696 de Louise de Doutreligne, etc). El elenco de El gran soñador fue recibido y saludado, el 1° de mayo de 1976, por el mismo Charles Chaplin en su residencia suiza de los alrededores de Lausana quien, a pesar de no haber visto el espectáculo, tomando nota de las críticas, apreció la iniciativa.
Trabajó en los largometrajes The Players vs. Ángeles caídos (1969) dirigido por Alberto Fischerman, Un guapo del 900 dirigida por Lautaro Murúa y El exilio de Gardel (Tangos) (1986) de Pino Solanas con Ana María Picchio, Miguel Ángel Solá y Lautaro Murúa.
Integra la Compagnie des Omérans dirigida por Jacques Frot en el Val d'Oise.